# مهدی جمالی‌نژاد

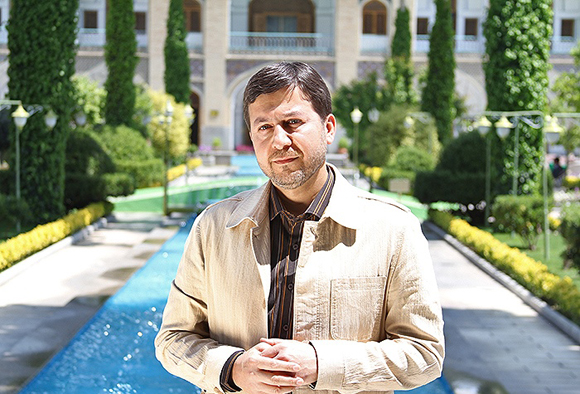
مهدی جمالی نژاد

مهدی جمالی‌نژاد (زاده ۱۳۴۸ اصفهان) سیاستمدار اصولگرا و مدیر اجرایی ایرانی است که از مهر ۱۴۰۳ به‌عنوان استاندار اصفهان فعالیت می‌کند. وی همچنین معاون عمران و توسعه امور شهری و روستایی وزارت کشور از مهر ۱۳۹۷ تا مهر ۱۴۰۳ بوده است.
جمالی‌نژاد با حفظ سمت معاون عمران و توسعه امور شهری و روستایی وزیر کشور، رئیس سازمان شهرداری‌ها و دهیاری‌های کشور از مهر ۱۳۹۷ تا آبان ۱۴۰۱ و برای بار دوم از شهریور تا مهر ۱۴۰۳ با حفظ سمت رئیس سازمان شهرداری‌ها و دهیاری‌های کشور بوده است. وی شهردار پیشین شهرهای اصفهان و یزد نیز بوده است.
جمالی‌نژاد در تاریخ ۴ شهریور ۱۳۹۶ با رأی هر ۱۱ عضو شورای شهر یزد سکان شهرداری این شهر را به‌دست گرفت. او پیش از این نیز با انتخاب اکثریت شورای شهر اصفهان شهردار شهر اصفهان شده بود. شورای شهر یزد در ۴ مهر ۱۳۹۷ با استعفایش از شهرداری موافقت کرد.

## سوابق تحصیلی[۷]
- بعد از گذر از مراحل دبستان و راهنمایی در دبیرستان ادب پر مشاهیر و پر مفاخر ایران تحصیل و فارغ‌التحصیل شد و بعداً با ادامه تحصیل نهایتاً دکترای برنامه‌ریزی شهری از دانشگاه اصفهان را اخذ نمود

## سوابق و تجارب ملی[۷][۸][۹][۱۰][۱۱]
- استاندار اصفهان (۱۴۰۳ تاکنون)
- معاون عمران و توسعه امور شهری و روستایی وزارت کشور (۱۳۹۷ تا ۱۴۰۳)
- رئیس سازمان شهرداری‌ها و دهیاریهای کشور (۱۳۹۷ تا ۱۴۰۱) و (۱۴۰۳)
- شهردار یزد (۱۳۹۶ تا ۱۳۹۷)
- شهردار اصفهان (۱۳۹۴ تا ۱۳۹۶)
- دبیر هیئت مرکزی حل اختلاف و رسیدگی به شکایات شوراهای اسلامی کشور
- عضو شورای توسعه نظام مهندسی و کنترل ساختمان کشور
- رئیس کمیته تخصصی کارگروه ملی سازگاری با کم‌آبی کشور
- رئیس کمیته زیرساخت ستاد مرکزی اربعین حسینی (ع)
- معاون هماهنگی امور عمرانی استانداری اصفهان
- مدیرکل امور شهری و شوراهای استان اصفهان
- مشاور و مدیرکل حوزه استاندار اصفهان
- معاون هماهنگی امور مناطق و سازمانهای شهرداری اصفهان
- مشاور عمرانی استاندار اصفهان

## سوابق علمی و آموزشی
- عضو هیئت امنای دانشگاه هنر اصفهان
- عضو هیئت امنای دانشگاه آزاد اسلامی استان یزد
- عضو هیئت مدیره انجمن آثار و مفاخر فرهنگی کشور
- رئیس شورای پژوهش، آموزش و انتشارات شهرداری‌ها و دهیاری‌های کشور
- رئیس شورای پژوهش شهری و روستائی استان اصفهان
- مدیرمسئول فصلنامه علمی پژوهشی مدیریت شهری
- مدیرمسئول ماهنامه شهرداریها
- مدیرمسئول ماهنامه دهیاریها
- مدیرمسئول فصلنامه فرهنگ ایمنی کشور
- مدیرمسئول فصلنامه مدیریت پسماند کشور
- عضو هیئت اجرایی شهرک علمی و تحقیقاتی اصفهان
- عضو مؤسسان و هیئت امنای دانشگاه علمی کاربردی شهرداری‌های استان اصفهان
- عضو هیئت امنا و نماینده استاندار در مؤسسه آموزش عالی جهاد دانشگاهی اصفهان
- عضو هیئت امنا و نماینده استاندار در مؤسسه آموزش عالی غیرانتفاعی فیض الاسلام
- عضو شورای سیاست گذاری همایش‌های بین‌المللی مکتب فلسفی اصفهان و همایشهای شهر اسلامی
- رئیس کمیته تخصصی امور حقوقی سازمان نظام مهندسی کشاورزی و منابع طبیعی استان اصفهان
- عضو کمیته واگذاری برخی از تصدی‌های وزارتخانه‌های دولتی به شهرداری‌های کشور
- عضو انجمن اقتصاد شهری ایران
- تدریس در دانشگاه‌های مختلف استان اصفهان
- ارائه بیش از یکصد مقاله در مجلات علمی-پژوهشی و ISI و همایش‌های تخصصی
- گذراندن بیش از یکصد دوره تخصصی در خصوص مسائل عمرانی و برنامه‌ریزی شهری

## عضویت در کمیته‌ها و شوراها
الف: عضویت در شوراهای عالی
- رئیس شورایعالی هماهنگی ترافیک شهرهای کشور
- عضو شورایعالی شهرسازی و معماری کشور
- عضو شورایعالی ترابری کشور
- عضو شورایعالی روستا و عشایر کشور
- عضو شورایعالی آب کشور
- عضو شورایعالی مسکن
- عضو شورایعالی سیاستگذاری سومین دوره جشنواره ملی چند رسانه ای میراث فرهنگی

ب: عضویت در کمیسیون‌ها، کمیته‌ها و کارگروه‌های تخصصی
- عضو کمیسیون ماده ۵ شهر تهران
- عضو کمیسیون امور زیربنایی، صنعت و محیط زیست هیئت دولت
- عضو کمیسیون خاص امور کلانشهر تهران و سایر کلانشهرها
- رئیس کمیته بازسازی و نوسازی قرارگاه بازسازی و نوسازی
- عضو کارگروه بسیج سازندگی کشور
- عضو کارگروه ارتقاء سلامت نظام اداری وزارت کشور
- عضو شورای راهبردی توسعه مدیریت کشور
- عضو قرارگاه صدور اسناد اراضی کشاورزی کشور
- عضو کمیته مدیرت شهری دبیرخانه مجمع تشخیص مصلحت نظام
- عضو شورای راهبری برند ملی گردشگری کشور
- رئیس شورای مرکزی نظارت بر نامگذاری شهرها، خیابان‌ها، اماکن و موسسات عمومی
- رئیس کارگروه مدیریت شهری ستاد بزرگداشت چهلمین سالگرد انقلاب اسلامی
- عضو کارگروه بند ۸ مصوبه مورخ ۱۳/۹/۱۳۹۹ هیئت محترم وزیران
- عضو کمیته پدافند غیرعامل کشور
- عضو کارگروه رفع موانع مدرسه سازی، پشتیبانی و تسهیل خدمات به خیرین
- عضو ستاد انتخابات کشور در سیزدهمین دوره انتخابات ریاست جمهوری، ششمین دوره انتخابات شوراهای اسلامی شهر و روستا و میان‌دوره‌ای مجلس خبرگان و شورای اسلامی کشور
- رئیس کمیته مدیریت شهری و فضاسازی شهرها بزرگداشت دهه فجر انقلاب شکوهمند اسلامی
- عضو جامعه اسلامی مدیران کشور
- بازرس ویژه انتخابات در ششمین دوره انتخابات مجلس شورای اسلامی
- عضو بسیجی فعال جامعه مهندسین
- عضو گردان‌های عاشورا و بسیجی فعال
- عضو انجمن اسلامی دانشگاه صنعتی اصفهان
- عضو بسیج دانشجویی دانشگاه صنعتی اصفهان
- عضو ستاد بازرسی استان اصفهان در هشتمین و دهمین دوره انتخابات ریاست جمهوری
- مسئول راهبری بندهای مرتبط با نظام‌نامه توسعه ۳۱ شهرستان کمتر توسعه یافته
- عضوکارگروه فراقوه‌ای مبارزه با زمین خواری
- عضو کمیته فرهنگ و تمدن اسلام و ایران شورایعالی انقلاب فرهنگی
- عضو کمیسیون ایمنی راه‌های کشور
- عضو شورای اندیشه‌ورزی شبکه آموزش سیما
- رئیس شورای فنی استان اصفهان
- رئیس شورای هماهنگی ترافیک استان اصفهان
- رئیس کمیته ایمنی راه‌های استان اصفهان
- رئیس کارگروه محیط زیست و توسعه پایدار استان اصفهان
- رئیس کارگروه گردشگری و میراث فرهنگی استان اصفهان
- رئیس کارگروه امور زیربنایی و شهرسازی استان اصفهان
- رئیس کمیسیون ماده ۲۱ قانون واگذاری و احیای اراضی دولتی اصفهان
- رئیس کارگروه تشخیص صلاحیت کارشناسان حقوقی دستگاه‌های اجرائی استان اصفهان
- رئیس کمیسیون ماده ۵ قانون تأسیس شورایعالی شهرسازی و معماری استان اصفهان
- رئیس کمیسیون تخصصی امور حقوقی (اقتصادی، زیربنایی، صنعت و محیط زیست)
- رئیس کارگروه ساماندهی گلزار شهدای استان اصفهان
- رئیس کارگروه طرح و برنامه انجمن کتابخانه‌های استان اصفهان
- عضو کارگروه توسعه مدیریت و سرمایه انسانی شهری و روستایی سازمان شهرداریهای کشور
- عضو کارگروه بازنگری قانون تشکیلات، وظایف و انتخابات شوراهای اسلامی کشور و انتخاب شهرداران در وزارت کشور
- رئیس کارگروه مدیریت پسماند استان اصفهان
- رئیس کمیته سوخت استان اصفهان
- رئیس کمیته فرهنگی ستاد یکصدمین سالگرد تأسیس شهرداری‌ها

ج: عضویت در ستادها و هیئت‌های فنی و تخصصی
- عضو ستاد پیشگیری، هماهنگی و فرماندهی عملیات پاسخ به بحران سازمان مدیریت بحران کشور
- عضو ستاد هماهنگی و پیگیری مناسب سازی معلولان کشور
- عضو ستاد توسعه فناوری‌های آب، خشکسالی، فرسایش و محیط زیست
- عضو ستاد بازآفرینی شهری کشور
- عضو هیئت انتخاب هشتمین پایتخت کتاب ایران
- رئیس شبکه شهرهای دوستدار کتاب
- رئیس گروه مشاوران شهرداری و مشاور عالی شهرداری اصفهان
- رئیس مرجع رسیدگی و رفع اختلاف بین دستگاه‌های اجرایی استان اصفهان
- رئیس ستاد مناسب سازی شهری استان اصفهان
- جانشین رئیس ستاد مراسم بزرگداشت حضرت امام خمینی (ره) استان اصفهان
- قائم مقام ستاد تسهیلات سفرهای استان اصفهان
- نماینده استاندار در هیئت ترک تشریفات مناقصه و مزایده استان اصفهان
- دبیر سازمان نظام مهندسی کشاورزی و منابع طبیعی استان اصفهان
- معاون ستاد اسکان و پذیرایی استان اصفهان
- نایب رئیس شورای مسکن استان اصفهان
- دبیر ستاد طرحهای مهرماندگار استان اصفهان
- عضو اصلی انجمن کتابخانه‌های عمومی استان اصفهان
- دبیر کمیته بازنگری و اصلاح سازمان تشکیلاتی شهرداری اصفهان
- عضو شورای پدافند غیرعامل استان اصفهان و جانشین کمیته پدافند غیرعامل شهر اصفهان
- عضو اصلی ستاد نکوداشت اصفهان، پایتخت فرهنگی جهان اسلام
- عضو اصلی کارگروه سلامت و امنیت غذایی استان اصفهان
- عضو کمیته منابع درآمدی و کمیته طرح تکریم در شهرداری اصفهان
- عضو شورای اداری و استخدامی شهرداری‌های استان اصفهان
- عضو شورای اداری و استخدامی شهرداری اصفهان
- عضو کمیته بهبود معضلات اجتماعی و ارتقاء هویت اجتماعی شهر اصفهان
- عضو شورای آموزش و پرورش استان اصفهان
- عضو شورای برنامه‌ریزی و توسعه استان اصفهان
- عضو دبیرخانه ستاد شهر اسلامی در کشور
- عضو هیئت مدیره شرکت توسعه گردشگری استان اصفهان
- عضو شورای اطلاع‌رسانی استان اصفهان
- عضو هیئت رئیسه هیئت‌های مختلف ورزشی استان اصفهان
- نماینده وزارت کشور در کمیسیون مندرج در تبصره دو ماده ۹۹ قانون شهرداریها
- نماینده شهرداری اصفهان در نشست ادواری کلان‌شهرهای کشور
- بازرس سازمان مدیریت و نظارت بر تاکسیرانی شهر اصفهان
- بازرس ویژه انتخابات در ششمین دوره انتخابات مجلس شورای اسلامی

## هدایت و راهبری سازمان‌های وابسته به شهرداری
الف: به عنوان رئیس شورای سازمان‌های:
کلیه سازمان‌های وابسته به شهرداری اصفهان و همچنین سازمان‌های عمران شهرداری کاشان، نوسازی و بهسازی نجف آباد، نوسازی و بهسازی شهرضا، نوسازی و بهسازی مبارکه، حمل و نقل جمعی شهرستان زرین شهر، حمل و نقل جمعی شهرستان فلاورجان، حمل و نقل جمعی شهرستان برخوار، اتوبوسرانی کاشان، اتوبوسرانی شاهین شهر، اتوبوسرانی نجف آباد، اتوبوسرانی خمینی شهر و اتوبوسرانی مبارکه
ب: به عنوان عضو اصلی شورای سازمان‌های:
عمران شهرداری اصفهان، آتش‌نشانی و خدمات ایمنی شهرداری اصفهان، زیباسازی شهرداری اصفهان، پارک‌ها و فضای سبز شهرداری‌های شاهین شهر و اصفهان، خدمات موتوری شهرداری اصفهان، خدمات طراحی شهرداری‌های استان اصفهان و سازمان دارالسلام کاشان
ج: به عنوان رئیس هیئت مدیره سازمان‌های:
قطارشهری اصفهان، همیاری شهرداری‌های استان اصفهان، حمل و نقل جمعی شهرستان اصفهان، حمل و نقل جمعی شهرستان نجف آباد، حمل و نقل جمعی شهرستان فلاورجان و سازمان حمل و نقل جمعی شهرستان لنجان

## سوابق و تجارب بین‌المللی[۱۲]
- مدیر عامل(I.S. GOSTAR M) کوالالامپور مالزی و مشاور اجرایی شهرداری اصفهان در مالزی
- همکاری با شرکت Art & Identity در کشور مالزی جهت فعالیت در امور هنری و معماری اسلامی
- برگزاری دو نمایشگاه بین‌المللی در شهرهای Shah Alam و Ipoh در مالزی جهت نمایش معماری اسلامی و ایرانی و حضور فعال در نمایشگاه ایران- مالزی (Iran-Malaysia 2006) در (KLCC) و احداث غرفه از محصولات صنعتی و صادراتی جمهوری اسلامی ایران
- همکاری با شرکت معتبر سپورا(Industrial-Sapura مالزی) و امضاء قرارداد Joint Venture با شرکت APM مالزی برای ساخت قطعات مشترک
- پیگیری امور سازمانهای بین‌المللی شهرهای تاریخی جهان،INTA, METROPOLICE, CITYNET و سازمان بین‌المللی پایتخت‌ها و شهرهای اسلامی و اتحادیه شهرداران شهرهای آسیایی در شهرداری اصفهان و نماینده شهرداری اصفهان در سازمان منطقه ایIRIS
- از عوامل اجرایی March 200516135th Ordinary Meeting of the OPEC Conference و دبیر اجلاس کلان‌شهرها و شهرهای خواهرخوانده اسلامی در سال ۲۰۰۶
- مدیر روابط بین‌الملل شهرداری اصفهان و دبیر اجلاس بین‌المللی اصفهان و معماری اسلامی

## رتبه‌های کشوری و استانی[۱۳]
- کسب رتبه‌های برتر کشوری در حوزه‌های عمرانی
- مدیر کل نمونه استانداری اصفهان
- کسب لوح برتر خلاقیت و نوآوری در کشور
- کسب رتبه اول در مدیریت پسماند در کشور
- کسب رتبه برتر در پژوهش شهری در کشور طی دو سال پیاپی
- کسب رتبه اول آموزش شهرداران و کارکنان شهرداری‌ها در کشور دو سال پیاپی
- کسب رتبه اول در ستاد یکصدمین سالگرد تأسیس شهرداری‌ها در کشور
- کسب رتبه برتر ستاد دائمی تسهیلات سفر در کشور دو سال پیاپی
- کسب رتبه برتر در دوره دکتری برنامه‌ریزی شهری
- کسب رتبه اول آزمون جامع شهرداران کشور
- کسب رتبه برتر ایجاد شهرداری‌های الکترونیک در کشور
- کسب رتبه برتر در پژوهش شهری در کشور طی دو سال پیاپی
- کسب رتبه اول در بین شهرداران استان اصفهان
- کسب رتبه برتر ستاد دائمی تسهیلات سفر در کشور دو سال پیاپی
- کسب رتبه دوم جشنواره ایده‌های برتر در استان اصفهان
- شهردار نمونه نمازی کشور در سال ۱۳۹۵
- کسب عنوان «حامی نمونه» در تجلیل از چهره‌های ماندگار انجمن‌ها و کتابخانه‌های عمومی
- کسب عنوان نویسنده «کتاب برگزیده سال» در سال۱۳۹۳ در استان اصفهان
- تألیف چند جلد کتاب در حوزه مدیریت شهری و عملیاتی کردن مباحث جدید مثل خلاقیت و نوآوری در مدیریت شهری با ورود این مباحث به ساختار سازمانی به وسیله تأسیس اولین مرکز خلاقیت و نوآوری در شهرداری اصفهان، طراحی برنامه‌های پیاده راه چهارباغ و توسعه دوچرخه و نهضت درخت کاری جهت تغییر مدیریت شهری از شهر کالبدی به شهر انسانی و طراحی برنامه‌های متعدد جهت ارتباط فراگیر با مردم از سلیقه‌ها و دیدگاه‌های مختلف تا ادیان و اقلیت‌های اصفهان؛ از جمله اقدامات در شهرداری اصفهان بود.